# Kokusai Ki-59
Le Kokusai Ki-59 (一式輸送機, Isshiki-yusōki) était un monoplan de transport léger japonais du début des années 1940, construit par Nippon Kokusai Koku Kogyo K.K (en) pour l'Armée impériale japonaise comme développement du Teradako-ken TK-3, qui avait effectué son premier vol en 1938.

## Conception et développement
Le Teradako-ken TK-3 était un prototype de monoplan de transport léger pour huit à dix passagers, construit par Koku Kogyo Kabushiki Kaisha comme un avion de transport civil à court rayon d'action sur demande de la Compagnie aérienne impériale japonaise, afin de remplacer sa flotte vieillissante d'Airspeed Envoys et de Fokker Super Universals. Le premier des deux prototypes effectua son premier vol en juin 1938, mais était incapable de satisfaire les besoins de performance spécifiés et le projet fut annulé. En 1939, l'Armée impériale japonaise relança le projet, afin de répondre en urgence à un besoin pour un avion de liaison et de transport léger. La société Kokusai reçut alors l'ordre de développer l'appareil, alors redésigné Ki-59.
Le Ki-59 était un monoplan cantilever à aile haute, doté d'un train d'atterrissage à roulette de queue et d'une dérive conventionnelle. Il était propulsé par deux moteurs en étoile Hitachi Ha-13a (ja) de 450 ch (336 kW) et reçut quelques modifications supplémentaires pour répondre aux besoins de l'Armée japonaise. La production du Ki-59 fut lancée en 1941, avec la désignation de « Transport de Type 1 de l'Armée » (en japonais : 一式輸送機), et 59 appareils supplémentaires furent produits. Après l'éclatement de la Seconde Guerre mondiale, l'appareil reçut le nom de code allié « Theresa ». En dépit des moteurs plus puissants et des modifications soutenues par l'Armée japonaise, le Ki-59 ne demeura qu'un avion aux performances médiocres et ne vit qu'un service limité avant que le Tachikawa Ki-54, plus performant, ne prenne sa place. Un petit nombre des exemplaires produits furent transférés à la Compagnie aérienne nationale du Mandchoukouo.
Vers la fin de l'année 1941, un Ki-59 fut modifié en planeur militaire, par le retrait de ses moteurs et de son train d'atterrissage, ce dernier étant remplacé par des skis installés sous le ventre de l'avion. Il fut désigné Ku-8-I, puis une version améliorée fut conçue, le Ku-8-II, qui devint l'unique planeur d'assaut utilisé opérationnellement par les Japonais pendant le conflit. Les Alliés lui donnèrent le nom de code de « Gander ».

## Versions
- TK-3 : Prototype d'avion de transport civil, propulsé par deux moteurs en étoile Nakajima Kotobuki 3 (en) de 640 ch (477 kW). Deux exemplaires furent construits ;
- Ki-59 Theresa : Avion de transport militaire de série, propulsé par deux moteurs en étoile Ha-13a de 450 ch (336 kW). 59 exemplaires furent produits ;

## Utilisateurs
- Empire du Japon :
  - Compagnie aérienne impériale japonaise.
- Mandchoukouo :
  - Compagnie aérienne nationale du Mandchoukouo.

## Caractéristiques
Données de Japanese Aircraft of the Pacific War, The Illustrated Encyclopedia of Aircraft.
Caractéristiques générales
- Équipage : 3 membres
- Capacité : 8 passagers
- Longueur : 12,5 m
- Envergure : 17 m
- Hauteur : 3,05 m
- Surface alaire : 38,4 m2
- Masse à vide : 2 880 kg
- Masse typique : 4 120 kg
- Charge utile : 1 790 kg
- Moteur : 2   moteurs en étoile Hitachi Ha-13a (ja) de 450 ch (336 kW)   chacun

 Performances 
- Vitesse de croisière : 300 km/h
- Distance franchissable : 800 km/h
- Charge alaire : 105,7 kg/m2